# 降三世大儀軌王
降三世大儀軌王（ごうざんぜだいぎきおう、梵: Trailokyavijaya-mahākalpa-rāja, トライローキャヴィジャヤ・マハーカルパ・ラージャ）とは、仏教の密教経典『金剛頂経』系のテキストの1つであり、不空の『金剛頂経瑜伽十八会指帰』（大正蔵869）の分類における第四会に相当する。
歴史的にはチベット仏教のみに伝承され、漢訳されることが無かった。

## 日本語訳
- 『全訳 降三世大儀軌王 / 同 ムディタコーシャ註釈』(「金剛頂経」系密教原典研究叢刊 3) 北村太道・タントラ仏教研究会 訳、起心書房、2014年